# Gilles Gratton
Gilles Gratton (LaSalle, 28 luglio 1952) è un ex hockeista su ghiaccio canadese, di ruolo portiere.
Come il fratello Norm, Gilles Gratton ha avuto una carriera molto breve. Pur essendo stato scelto dai Buffalo Sabres al draft 1972, trovò un contratto in World Hockey Association con gli Ottawa Nationals. Rimase nella lega anche nelle due stagioni successive, coi Toronto Toros. Nel 1974 scese anche in campo con la maglia del Canada in un incontro delle Summit Series 1974 (sebbene per soli due minuti).
Ha poi giocato per due stagioni in NHL, la prima coi St. Louis Blues (esperienza in realtà durata pochi mesi e sei soli incontri: a novembre voleva lasciare i Blues per tornare ai Toros, ma la squadra NHL gli impedì di tornare in WHA) e la seconda coiNew York Rangers.
È noto per la sua particolare maschera di gioco indossata nell'ultima parte della carriera, raffigurante il volto di una tigre (anche se spesso viene indicato come quello di un leone).
Per i suoi bizzarri comportamenti era soprannominato Grattoony the Loony.